# Posttraumatische Verbitterungsstörung
Die Posttraumatische Verbitterungsstörung (Posttraumatic Embitterment Disorder, PTED) bezeichnet eine pathologische Reaktion auf ein negatives Lebensereignis, das von Betroffenen als schwerwiegende Kränkung, Herabwürdigung oder Ungerechtigkeit wahrgenommen wird. Beherrschende Emotionen sind dabei Verbitterung, Zorn und Hass, insbesondere auf den auslösenden Stressor. Häufig kommt es zu Rachefantasien, die mitunter auch wahrgemacht werden. Die Erkrankung tritt sofort und ohne Zeitverzögerung im Moment des auslösenden Ereignisses ein. Im Gegensatz zu "gewöhnlichen" Anpassungsstörungen, die spätestens sechs Monate nach Ende der Belastung abgeklungen sein sollten, nimmt eine PTED häufig einen chronischen Verlauf und muss daher als eigenständige Krankheit nach ICD-10 F43.8 bzw. ICD-11 6B4Y gelten. Unbehandelt ist die Prognose bei PTED eher ungünstig, da die Betroffenen in einem Teufelskreis aus einander verstärkenden negativen Emotionen gefangen sind.
In der Psychiatrie und Klinischen Psychologie respektive Psychotherapie sowie im Gerichtswesen ist diese Art der Störung lange auch unter dem Begriff „Querulantentum“ diskutiert worden. So findet sich beispielsweise schon im Lehrbuch der Psychiatrie von Emil Kraepelin aus dem Jahr 1915 unter den „psychogenen Erkrankungen“ die Beschreibung des „Querulantenwahns“ als einer Form „traumatischer Neurosen“, dort von Kraepelin ausdrücklich von den Persönlichkeitsstörungen abgegrenzt. Als eigenständiges klinisches Syndrom wurde PTED erstmals 2003 vom deutschen Psychiater und Psychologen Michael Linden beschrieben.
Ob zusätzlich eine durch wiederholte belastende Ereignisse über einen längeren Zeitraum hervorgerufene Komplexe Verbitterungsstörung von der PTED abgegrenzt werden sollte, wird in der Forschung noch diskutiert.

## Bitterkeit und Verbitterung
Bitterkeit bezeichnet eine allgemeinmenschliche Reaktion auf erlittenes Unrecht, Verrat oder Herabwürdigung und setzt sich aus Emotionen wie Wut, Zorn, Feindseligkeit, Enttäuschung und Scham zusammen. Während jedoch „gewöhnliche“ Bitterkeit eine vorübergehende Emotion darstellt, die letztlich von selbst wieder nachlässt, handelt es sich bei Verbitterung um einen deutlich länger andauernden Zustand von Bitterkeit, der nicht von selbst wieder abklingt und infolgedessen die Lebensqualität Betroffener und ihrer Umwelt schwer beeinträchtigen kann. Üblicherweise neigen die mit Verbitterung verbundenen Emotionen dazu, immer wieder aufs Neue aufzuflammen, sobald der Betroffene an das auslösende Ereignis erinnert wird.

## Verbreitung
Vorläufige Daten sprechen für eine Prävalenz von etwa 2–3 % in der Bevölkerung. Erhöhte Prävalenzzahlen werden beobachtet, wenn größere Menschengruppen sozialen Umbrüchen unterworfen sind. Linden beschrieb diese Krankheit daher an seinen Patienten erstmals nach der deutschen Wiedervereinigung.

## Ursachen
Schwere Verbitterungsreaktionen können hervorgerufen werden, wenn jemandes Grundannahmen schwer verletzt werden. In der Psychologie definieren sich Grundannahmen als Denkweisen, Meinungen und Wertevorstellungen, über die sich eine Person definiert. Sie dienen als kognitiver Referenzrahmen und bestimmen, wie jemand über die Welt, sich selbst und andere Menschen denkt, was er für richtig und was für falsch erachtet, was ihm wichtig scheint und was nicht und welche Handlungen wann erforderlich sind. Grundannahmen können sowohl positiver als auch negativer Natur sein. Sie sind von großer individueller und sozialer Bedeutung und können über Generationen hinweg weitergegeben werden, wodurch sie zum Teil ganze Kulturen prägen. Grundannahmen entsprechen dabei nicht zwingend der Realität, sie fühlen sich für jeden Einzelnen aber real an, egal was sie beinhalten. Infolgedessen werden Informationen, die ihnen widersprechen, häufig ignoriert, was es schwierig macht, Grundannahmen zu ändern. Eine der wichtigsten Grundannahmen ist der Glaube an eine gerechte Welt.
Da Grundannahmen einen zentralen Baustein der Identität eines jeden Menschen darstellen, sind sie besonders anfällig für Beleidigung, Herabwürdigung, Verrat und Ungerechtigkeit, die psychologisch als Aggressionen zu verstehen sind. Eine PTED kann verursacht werden, wenn die Verletzung einer Grundannahme, insbesondere einer positiven, zu schwer ist, um sie zu ignorieren oder angemessen zu verarbeiten und wenn die Betroffenen in der auslösenden Situation keine Möglichkeit hatten, sich zu wehren und ihre Annahmen zu verteidigen. Hierdurch wird zunächst ein Gefühl der Hilflosigkeit und Resignation hervorgerufen, welches in Verbitterung umschlagen kann. Dass die Grundannahmen eines jeden Menschen individuell verschieden sind, erklärt, warum ein Vorfall, der für den einen eine Trivialität oder kaum mehr als ein kleines Ärgernis darstellt, bei einem anderen eine existentielle Krise verursachen kann, insbesondere wenn die Resilienz des Betroffenen ungenügend gefestigt ist.

## Symptome und diagnostische Kriterien
A. Kernkriterien:
1. klinisch signifikante emotionale Symptome oder Verhaltensauffälligkeiten in direkter Folge eines einmaligen schwerwiegenden, wenn auch – von außen gesehen – oft „nur“ alltäglichen Lebensereignisses (keine Extremereignisse wie Raubüberfälle, Verkehrsunfälle oder Krieg)
2. Das auslösende Ereignis ist dem Patienten bekannt und wird von ihm als Ursache der Erkrankung identifiziert.
3. Das auslösende Ereignis wird als ungerecht, herabwürdigend und/oder kränkend wahrgenommen.
4. Der Patient reagiert mit erneuter emotionaler Erregung, wenn er an das Ereignis erinnert wird.
5. Es kommt zu Intrusionen (regelhaft wiederkehrende, sich zwanghaft aufdrängende Erinnerungen an das auslösende Ereignis).

B. Zusatzsymptome
1. dysphorische Herabgestimmtheit, Grundstimmung erinnert oft an Depression mit somatischem Syndrom
2. keine Beeinträchtigung der emotionalen Schwingungsfähigkeit, ungestörte Affektregulation wenn der Patient abgelenkt ist
3. Antriebsreduktion oder -blockade,
4. Der Patient erlebt sich als Opfer.
5. Gefühl der Hilflosigkeit und Unfähigkeit, das Ereignis oder seine Ursache zu bewältigen.
6. Selbstvorwürfe, weil Ereignis nicht verhindert werden konnte oder nicht damit umgegangen werden kann
7. Gleichgültigkeit gegenüber dem eigenen Befinden
8. unspezifische psychosomatische Beschwerden (Schlafstörungen, Appetitverlust, Schmerzen u. Ä.)
9. phobische Vermeidung von ereignisbezogenen Orten und Personen,
10. Lebensüberdruss und Suizidgedanken
11. wiederkehrende Gedanken an Aggressionen, Rache und erweiterten Suizid gegenüber dem Stressor
12. querulatorische Hartnäckigkeit im Kampf um die Wiederherstellung von Gerechtigkeit,

C. keine im Jahr vor dem auslösenden Ereignis bestehende psychische Erkrankung, welche die abnorme Reaktion erklären könnte; gegenwärtiger Zustand ist kein Rückfall einer früheren psychischen Erkrankung
D. klinisch bedeutsame Belastungen oder Beeinträchtigungen im subjektiven Befinden, in sozialen, beruflichen und anderen wichtigen Lebensbereichen
E. Symptome bestehen seit mehr als sechs Monaten
Die Störung ist nicht „traumatisch“ mit Blick auf das vorangegangene Auslöseereignis, sondern hinsichtlich ihres zeitlichen Verlaufs: Noch Minuten vor dem belastenden Ereignis war ein Betroffener gesund, Minuten später dagegen ist er krank und schwerst beeinträchtigt, in gleicher Weise wie auch bei der Posttraumatische Belastungsstörung (PTSD). Die genaue Natur des die PTED auslösenden Ereignisses hat kaum Einfluss auf die daraus entstehenden Symptome, entscheidend ist ausschließlich die Empfindung des Betroffenen in jenem Moment.
PTED klingt in der Regel nicht von selbst wieder ab, sondern neigt zur Chronifizierung. Betroffene finden sich in einem Teufelskreis von sich gegenseitig verstärkenden negativen Emotionen gefangen, die häufig in eine selbstzerstörerische Abwärtsspirale münden. Wird PTED nicht rechtzeitig angemessen behandelt, besteht ein deutlich erhöhtes Risiko, dass Rachefantasien gegenüber dem Verursacher ausgelebt und dabei schwerste Verbrechen begangen werden.

## Differentialdiagnosen
- Posttraumatische Belastungsstörung (PTSD):
  - verursacht durch eines oder mehrere lebensbedrohliche, nicht lebensübliche Erlebnisse, die mit extremer Angst und Panik einhergehen (Autounfälle, Raubüberfälle, Krieg u. Ä.)
  - Leitsymptom der PTSD ist wiederkehrende oder persistierende Angst; Verbitterung, Zorn und Hass gegenüber dem Stressor treten in der Regel nicht auf.
- Depression:
  - besonders häufige Fehldiagnose, aufgrund diverser symptomatischer Gemeinsamkeiten (u. a. gedrückte Stimmung, Antriebshemmung, Suizidalität, Konzentrationsstörungen, sozialer Rückzug)
  - im Gegensatz zu PTED kein zeitlich unmittelbarer Zusammenhang zu belastenden Ereignissen, in der Regel kein einzelner spezifischer Stressor
  - im Gegensatz zur PTED gestörte affektive Modulation, d. h. Betroffene sind schwer von negativen Gedanken ablenkbar und leiden unter Anhedonie
- Anpassungsstörung:
  - klingt in der Regel spätestens sechs Monate nach Ende der Belastung ab, selten chronischer Verlauf
  - kann infolge diverser Belastungen auftreten, Leitemotionen sind nicht zwingend Verbitterung, Zorn oder Hass
- Phobie:
  - phobisches Vermeidungsverhalten wird durch Angst verursacht, bei PTED durch den Verbitterungsanlass
- Persönlichkeitsstörung:
  - keine unmittelbare ereignisgebundene Entstehung, sondern lebenslange Entwicklung
  - PTED durch Therapie vollständig reversibel, Auswirkungen von Persönlichkeitsstörungen durch Therapie nur abzumildern
  - aber: verschiedene Persönlichkeitsstörungen begünstigen Entstehung von PTED
- Paranoia, anhaltende wahnhafte Störung, schizotype oder schizophrene Störung, Querulantenwahn[22]

## Messinstrumente

### Berner Verbitterungs-Inventar
Der Berner Verbitterungs-Inventar nach Hansjörg Znoj erfasst:
1. emotionale Verbitterung
2. leistungsbezogene Verbitterung
3. Pessimismus/Hoffnungslosigkeit
4. Menschenverachtung/Aggression.

### PTED-Skala
Die PTED-Skala ist ein 19 Punkte umfassender Selbstrating-Fragebogen, der als Screening-Instrument zur Erfassung reaktiver Verbitterung (Linden et al., 2009) eingesetzt wird und inzwischen in Bosnisch, Chinesisch, Deutsch, Englisch, Französisch, Niederländisch, Italienisch, Koreanisch, Kroatisch, Portugiesisch, Türkisch und Pakistanisch verfügbar ist. Ein gemittelter Summenwert ≥ 2,5 kann dabei als Hinweis auf das Vorliegen einer klinisch relevanten Verbitterungsreaktion angesehen werden.

### Standardisiertes diagnostisches Interview für PTED
Das standardisierte diagnostische Interview für PTED fragt nach den zentralen Kriterien der PTED, wobei der Untersucher beurteilen muss, was der Patient meint und insbesondere, ob eine Verbitterungsreaktion vorliegt.

## Psychotherapie
Die Behandlung der Posttraumatischen Verbitterungsstörung ist erschwert durch die regelhaft anzutreffende resignativ-aggressiv-abwehrende Grundhaltung der Patienten, die sich auch gegen therapeutische Hilfsangebote richten kann.
Ein Behandlungsansatz ist die von Linden entwickelte „Weisheitstherapie“, eine Form der kognitiven Verhaltenstherapie, die den Patienten in die Lage versetzen soll, das kritische Lebensereignis und insbesondere die damit verbundenen Kränkungen und Herabwürdigungen durchzuarbeiten, sich von ihnen zu distanzieren und neue Lebensperspektiven aufzubauen.
Hierzu setzt man einerseits übliche kognitive Strategien der Einstellungsänderung und Problemlösung ein wie
- verhaltenstherapeutische Verfahren der Verhaltensanalyse und des kognitiven Rehearsals;
- Analyse automatischer Gedanken und Schemata;
- Reframing oder kognitives Neubenennen;
- Expositionsverfahren;
- Aktivitätsaufbau;
- Wiederaufbau von Sozialkontakten und
- Förderung von Selbstwirksamkeitserfahrungen.

Ein spezielles Therapiemodul ist dabei außerdem das gezielte Training von „Weisheitskompetenzen“, insbesondere die Förderung der Fähigkeit
- zum Perspektivwechsel,
- zur Empathie,
- zu Emotionswahrnehmung und Emotionsakzeptanz,
- zu emotionaler Ausgeglichenheit und zu Humor (Serenität) bzw. Heiterkeit,
- zum Kontextualismus,
- zu einer Nachhaltigkeitsorientierung,
- zum Wertrelativismus,
- zu einer Ungewissheitstoleranz sowie
- zu Selbstdistanz und Anspruchsrelativierung (Selbstrelativierung).

Methodisch wird das Verfahren der „unlösbaren Probleme“ eingesetzt, bei dem man fiktive schwerwiegende und unlösbare Konfliktsituationen vorgibt, anhand derer die Patienten die vorgenannten Fähigkeiten einüben können/sollen, um sie anschließend auch auf die eigene Situation zu übertragen (sog. „Lerntransfer“).

## Kritik
Das Problem der Verbitterungsreaktionen und auch die Posttraumatische Verbitterungsstörung gewinnen in letzter Zeit international zusehends an Aufmerksamkeit.
Dennoch gibt es dabei noch eine Reihe ungelöster Probleme. So bedarf es bspw. weiterer Untersuchungen zur Abgrenzung von anderen psychischen Störungen sowie zur Klärung, wann bei einer beobachteten Störung tatsächlich von einer neuen, eigenständigen Erkrankung auszugehen ist.
So erwähnte etwa der Wissenschaftsjournalist Jörg Blech 2014 in seinem Buch „Die Psychofalle – Wie die Seelenindustrie uns zu Patienten macht“ die hier diskutierte Störung exemplarisch gleich mehrfach als Beispiel zahlreicher neuer Diagnosen im Bereich psychischer Störungen, die lediglich auf Lebenskrisen, d. h. individuell und/oder gesellschaftlich gestörten Lebensumständen, basieren und nicht in bisher gängige Diagnoseschemata passen, wodurch immer mehr Probleme wie Arbeitslosigkeit, Trauer oder Enttäuschungen pathologisiert und damit gesellschaftliche und/oder soziale Probleme in den Bereich der Psychiatrie abgeschoben würden – eine Entwicklung, die letztendlich nur der Pharma- und Gesundheitsindustrie, nicht aber den Patienten (vgl. auch die Stigmatisierung psychisch Kranker) selber nützt.
Ein weiterer Effekt dieses Trends wäre, dass dadurch die Grenzlinie zwischen „gesund“ und „krank“ immer mehr zu Ungunsten des Patienten verschoben würde, und das auch in den Statistiken.

## Trivia
Als historisches Beispiel für eine posttraumatische Verbitterungsstörung kann der Kaufmann Hans Kohlhase aus Cölln gelten, der im Streben nach Gerechtigkeit in den 1530ern ganz Sachsen und Brandenburg in Aufruhr versetzte. Auslöser war, dass Kohlhases Pferde 1532 auf dem Weg zum Michaelismarkt auf Befehl des Junkers Günther von Zaschwitz widerrechtlich beschlagnahmt worden waren. Nachdem Kohlhase vor Gericht gegen Zaschwitz gescheitert war, erklärte er diesem 1534 die Fehde und steigerte sich in den folgenden Jahren in immer irrationaler und selbstzerstörerischer werdende Racheakte, darunter Entführung, Plünderung und Brandstiftung. Kohlhases Querulantentum endete 1540 mit seiner Hinrichtung, er hatte jedoch bis zum Schluss auf der Rechtmäßigkeit seiner Forderungen beharrt.

## Bibliographie
- Aynur Görmez, Rümeysa Yeni Elbay, Hasan Turan Karatepe: Post-traumatic embitterment symptoms among woman victims of February 28th post-modern coup of Turkey after two decades: A comparative cross-sectional study. In: International Journal of Social Psychiatry. 67. Jahrgang, Nr. 3, Mai 2021, S. 269–276, doi:10.1177/0020764020946346, PMID 32727250.
- Beate Muschalla, Heinrich Rau, Gerd Dieter Willmund, Christine Knaevelsrud: Work disability in soldiers with posttraumatic stress disorder, posttraumatic embitterment disorder, and not-event-related common mental disorders. In: Psychological Trauma: Theory, Research, Practice, and Policy. 10. Jahrgang, Nr. 1, Januar 2018, S. 30–35, doi:10.1037/tra0000293, PMID 29323524 (tu-braunschweig.de [PDF]).
- Chloe J Brennan, Michael T McKay, Jon C Cole: Morally injurious events and post-traumatic embitterment disorder in UK health and social care professionals during COVID-19: a cross-sectional web survey. In: BMJ Open. 12. Jahrgang, Nr. 5, Mai 2022, S. e054062, doi:10.1136/bmjopen-2021-054062, PMID 35523494, PMC 9082726 (freier Volltext).
- G. G. Simutkin: Anger attacks and «anger disorders»: clinical relevance, problem of classification, comorbidity and therapy (review). In: V.m. Bekhterev Review of Psychiatry and Medical Psychology. Nr. 3, 2. November 2018, S. 10–21, doi:10.31363/2313-7053-2018-3-10-21.
- Harald Ege: Über den Zusammenhang zwischen Mobbing/Arbeitsplatzkonflikten und dem posttraumatischen Verbitterungssyndrom (PTED): Eine empirische italienische Studie. In: Psychosomatik und Konsiliarpsychiatrie. 2. Jahrgang, Nr. 4, 1. November 2008, S. 244–247, doi:10.1007/s11800-008-0133-1.
- Işıl Karatuna, Sibel Gök: A Study Analyzing the Association between Post-Traumatic Embitterment Disorder and Workplace Bullying. In: Journal of Workplace Behavioral Health. 29. Jahrgang, Nr. 2, 3. April 2014, S. 127–142, doi:10.1080/15555240.2014.898569.
- Julia Spaaij, Matthis Schick, Richard A. Bryant, Ulrich Schnyder, Hansjörg Znoj, Angela Nickerson, Naser Morina: An exploratory study of embitterment in traumatized refugees. In: BMC Psychology. 9. Jahrgang, Nr. 1, Dezember 2021, S. 96, doi:10.1186/s40359-021-00599-2, PMID 34112232, PMC 8193876 (freier Volltext).
- Jeonghoon Shin, Myoungsoon You: Embitterment among the unemployed: A multiple mediation model of belief in a just world. In: Work. 72. Jahrgang, Nr. 1, 19. Mai 2022, S. 211–220, doi:10.3233/WOR-205228, PMID 35431202.
- Martin Dobricki, Andreas Maercker: (Post-traumatic) embitterment disorder: Critical evaluation of its stressor criterion and a proposed revised classification. In: Nordic Journal of Psychiatry. 64. Jahrgang, Nr. 3, Januar 2010, S. 147–152, doi:10.3109/08039480903398185, PMID 20148750.
- Michael Linden: Posttraumatic Embitterment Disorder: Definition, Evidence, Diagnosis, Treatment. Hogrefe, Ashland 2006, ISBN 978-1-61676-344-2.
- Michael Linden: Hurting Memories and Beneficial Forgetting: Posttraumatic Stress Disorders, Biographical Developments, and Social Conflicts. Newnes, 2013, ISBN 978-0-12-398404-3, Hurting Memories and Intrusions in Posttraumatic Embitterment Disorders (PTED) as Compared to Posttraumatic Stress Disorders (PTSD), S. 83–92.
- Michael Linden: Verbitterung und Posttraumatische Verbitterungsstörung. 2017, ISBN 978-3-8017-2822-9.
- Michael Linden: Querulant delusion and post-traumatic embitterment disorder. In: International Review of Psychiatry. 32. Jahrgang, Nr. 5–6, 17. August 2020, S. 396–402, doi:10.1080/09540261.2020.1747410, PMID 32427007.
- Michael Linden, Andreas Maercker: Embitterment: societal, psychological, and clinical perspectives. Springer, Wien 2011, ISBN 978-3-211-99741-3.
- Michael Linden, Christopher Patrick Arnold: Embitterment and Posttraumatic Embitterment Disorder (PTED): An Old, Frequent, and Still Underrecognized Problem. In: Psychotherapy and Psychosomatics. 90. Jahrgang, Nr. 2, 23. November 2020, S. 73–80, doi:10.1159/000511468, PMID 33227789.
- Michael Linden, Isabel Noack: Suicidal and Aggressive Ideation Associated with Feelings of Embitterment. In: Psychopathology. 51. Jahrgang, Nr. 4, 2018, S. 245–251, doi:10.1159/000489176, PMID 29879700.
- Michael Linden, Kai Baumann, Barbara Lieberei, Constanze Lorenz, Max Rotter: Treatment of Posttraumatic Embitterment Disorder with Cognitive Behaviour Therapy Based on Wisdom Psychology and Hedonia Strategies. In: Psychotherapy and Psychosomatics. 80. Jahrgang, Nr. 4, 2011, S. 199–205, doi:10.1159/000321580, PMID 21494061.
- Michael Linden, Kai Baumann, Max Rotter, Barbara Schippan: The Psychopathology of Posttraumatic Embitterment Disorders. In: Psychopathology. 40. Jahrgang, Nr. 3, 2007, S. 159–165, doi:10.1159/000100005, PMID 17318008.
- Michael Linden, Kai Baumann, Max Rotter, Barbara Schippan: Posttraumatic Embitterment Disorder in Comparison to Other Mental Disorders. In: Psychotherapy and Psychosomatics. 77. Jahrgang, Nr. 1, 2008, S. 50–56, doi:10.1159/000110060, PMID 18087208.
- Michael Linden, Kai Baumann, Max Rotter, Barbara Schippan: Diagnostic criteria and the standardized diagnostic interview for posttraumatic embitterment disorder (PTED). In: International Journal of Psychiatry in Clinical Practice. 12. Jahrgang, Nr. 2, Januar 2008, S. 93–96, doi:10.1080/13651500701580478, PMID 24916618.
- Michael Linden, Kai Baumann, Barbara Lieberei, Max Rotter: The post-traumatic embitterment disorder Self-Rating Scale (PTED Scale). In: Clinical Psychology & Psychotherapy. 16. Jahrgang, Nr. 2, März 2009, S. 139–147, doi:10.1002/cpp.610, PMID 19229838.
- Michael Linden, Krzysztof Rutkowski: Hurting Memories and Beneficial Forgetting: Posttraumatic Stress Disorders, Biographical Developments, and Social Conflicts. Elsevier Science, Amsterdam 2013, ISBN 978-0-12-398404-3.
- Michael Linden, Max Rotter: Spectrum of embitterment manifestations. In: Psychological Trauma: Theory, Research, Practice, and Policy. 10. Jahrgang, Nr. 1, Januar 2018, S. 1–6, doi:10.1037/tra0000307, PMID 29323520.
- Myoungsoon You, Youngkee Ju: Modeling embitterment dynamics: The influence of negative life events and social support mediated by belief in a just world. In: Journal of Affective Disorders. 274. Jahrgang, September 2020, S. 269–275, doi:10.1016/j.jad.2020.05.108, PMID 32469815.
- Rami Bou Khalil, Sebastien Guillaume: Is post-traumatic embitterment disorder a yet unknown comorbidity of anorexia nervosa? In: Medical Hypotheses. 140. Jahrgang, Juli 2020, S. 109670, doi:10.1016/j.mehy.2020.109670, PMID 32182559.
- Tom Sensky: Chronic Embitterment and Organisational Justice. In: Psychotherapy and Psychosomatics. 79. Jahrgang, Nr. 2, 2010, S. 65–72, doi:10.1159/000270914, PMID 20051704.
- Yuting Gao, Xiaoyan Wang, Liangliang Tan, Ting Yang, Linhua Shi, Huanxin Chen, Wenhao Jiang, Yonggui Yuan: Characteristics of post‐traumatic embitterment disorder of inpatients in a general hospital in China. In: Clinical Psychology & Psychotherapy. 28. Februar 2022, S. cpp.2727, doi:10.1002/cpp.2727, PMID 35187759.